# Nordatlantens Brygge

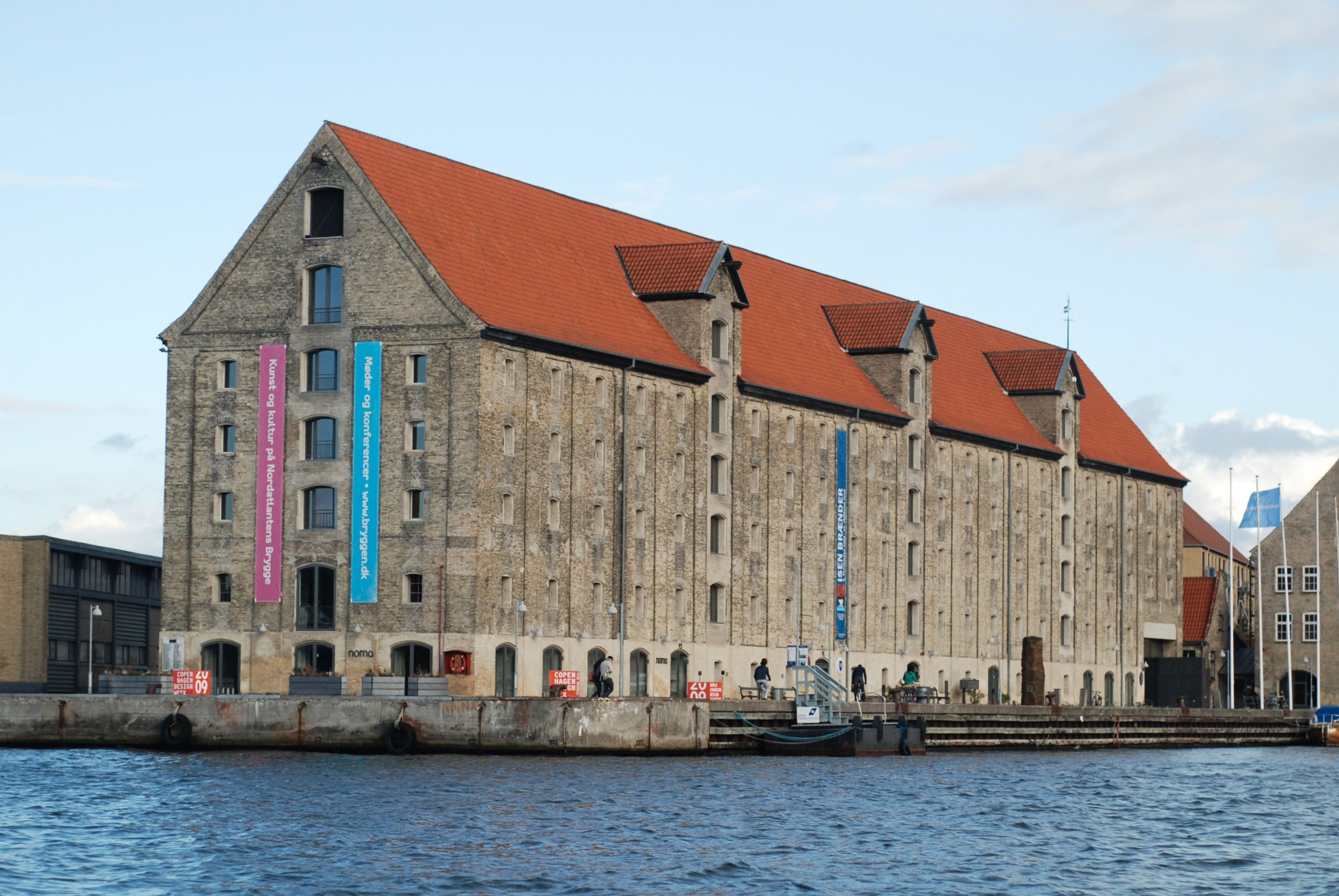
Nordatlantens Brygge.

Nordatlantens Brygge är ett kulturcenter i Köpenhamns gamla hamnområde. Centret drivs i samarbete mellan Danmark, Island, Grönland och Färöarna och består av tre konstgallerier och konferensanläggning. 
I centret finns den isländska ambassaden och Grönlands och Färöarnas ständiga representationer i Danmark. Centret arrangerar konstutställningar, konserter och debatter. Verksamheten omfattar ett brett fält: Samtidskonst, dans, musik, föreställningar, film och föredrag.
I byggnaden ligger restaurangen Noma, vilken har två stjärnor i Guide Michelin.

## Byggnaden
Centret är inrymt i ett gammalt packhus från 1767 i Köpenhamns hamnområde Christianshavn, i centrum. Packhuset uppfördes 1766–1767 av murarmästaren Johan Christian Conradi.
Under 200 år var byggnaden centrum för dansk handel till och från Färöarna, Island, Finnmarken och framför allt Grönland. Torrfisk, salt sill, valolja och skinn var några av varorna som lagrades i och omkring lagerhuset innan de såldes vidare till marknaderna i Europa.